# HIPS
HIPS (англ. Host-based Intrusion Prevention System, система предотвращения вторжений) — проактивная технология защиты, построенная на анализе поведения.

## Принцип работы
В силу того что HIPS является средством проактивной защиты, программы данного класса не содержат базы данных сигнатур вирусов (однако могут их задействовать, скажем HIPS в Kaspersky Internet Security блокирует запуск известных вредоносных программ независимо от включения либо отключения файлового монитора) и не осуществляет их детектирование. HIPS-продукты осуществляют анализ активности программного обеспечения и всех модулей системы и блокирование потенциально опасных действий в системе пользователя.
Анализ активности осуществляется за счёт использования перехватчиков системных функций или установке т. н. мини-фильтров.
Следует отметить, что в некоторых случаях эффективность HIPS может быть высокой, однако большинство программ этого класса требуют от пользователя высокого уровня квалификации для грамотного управления антивирусным продуктом.

## Виды HIPS
- Классические HIPS

Классические HIPS-продукты предоставляют пользователю информацию об активности того или иного приложения, однако решение о разрешении/запрещении той или иной операции должен принимать пользователь, то есть классические HIPS-продукты позволяют пользователю тонко настроить те или иные правила контроля, но создание правил требует высокой квалификации пользователя.
- Поведенческие блокираторы

В отличие от классических HIPS-продуктов, поведенческие блокираторы могут самостоятельно принимать решение о блокировке той или иной активности, исходя из правил и алгоритмов, заложенных разработчиком продукта. Для использования поведенческих блокираторов пользователю не обязательно обладать определенной квалификацией, однако поведенческие блокираторы в ряде случаев могут блокировать легитимную активность пользовательского программного обеспечения, или могут не признать данную активность программы за вредоносную .

## Применение HIPS в настоящее время
В современных продуктах антивирусной защиты, HIPS является одним из неотъемлемых компонентов защиты.
Так, в продуктах Comodo Group, HIPS как технология «Первая линия обороны» применяется с 2007 года. В продуктах «Лаборатории Касперского» HIPS как технология применяется с 2008 года, словацкая компания ESET применяет технологию HIPS в своих продуктах начиная с 4-го поколения. В продуктах компании SafenSoft — российского производителя средств антивирусной защиты — также применяется технология HIPS, наряду с песочницей для обеспечения проактивной защиты от новейших вредоносных программ.